# جون ويليام ثيودور يونغز
جون ويليام ثيودور يونغز (بالإنجليزية: John William Theodore Youngs)‏ هو رياضياتي وأستاذ جامعي أمريكي، ولد في 21 أغسطس 1910 في بيلاسبور في الهند، وتوفي في 20 يوليو 1970 في سانتا كروز في الولايات المتحدة.